# Bernabé Fernández Canivell
Bernabé Fernández Canivell (Montilla, 22 de mayo de 1907-Málaga, 1990) fue un poeta español. 

## Biografía
Cursó el bachillerato en el Instituto Aguilar y Eslava de Cabra y los estudios universitarios en las universidades de Oxford (Inglaterra) y Neuchatel (Suiza). De familia con una situación acomodada, aunque se trasladarían a Málaga por la necesidad de disponer de un puerto de mar desde el que exportar el exitoso producto inventado por su padre, Bernabé Fernández Sánchez, farmacéutico de profesión. Ese producto es el Ceregumil, un extracto de cereales y leguminosas del que se dice que fue creado por el padre de Bernabé para solucionar los problemas de digestión de los carbohidratos que sufría el pequeño.
Contactó con Emilio Prados y luego entabló una gran amistad con Juan Ramón Jiménez, Manuel Altolaguirre y todos los poetas del grupo "Generación del 27". En los años en que fue secretario de la revista Caracola contribuyó con su generosidad y con su talento literario al resurgimiento de las nuevas y espléndidas generaciones de poetas malagueños.
En 1938 acompaña a Luis Cernuda a París, regresando luego a Barcelona, donde se alista para combatir en el II Cuerpo del Ejército del Este. Junto con Manuel Altolaguirre y Juan Gil-Albert es destinado a una imprenta en la misma línea de fuego, ocupado en la impresión de boletines de órdenes y suplementos literarios, prosigue su labor en Manresa hasta que el frente se derrumba. En 1939 pasa a Francia y es internado en el campo de concentración de Saint Cyprien. Meses después obtiene la libertad gracias al Comité Británico de Ayuda a España. Marcha a Tánger y proyecta rehacer su vida en el exilio mexicano. Pero en esos días, el bando sublevado ocupa Tánger y Fernández-Canivell es obligado a regresar a Málaga donde ingresa en prisión. Salva la vida gracias al testimonio de las monjas carmelitas del Limonar. Absuelto por falta de pruebas fija su residencia en Málaga.
En 1952 es llamado por José Luis Estrada y elabora el proyecto de edición de la revista "Caracola", a la que dedica muchas de sus horas y sus mejores esfuerzos durante diez años. Pero, en unas declaraciones a la prensa el señor Estrada omite el reconocimiento a la labor de Fernández-Canivell y, justamente desilusionado, abandona la revista en el número 106. La poeta María Victoria Atencia le había organizado un homenaje, con motivo del número 100, en el que estuvieron presentes las firmas más representativas de la poesía española de aquellos años. De la importancia de la revista "Caracola" dan fe las colaboraciones de autores como Luis Cernuda, Vicente Aleixandre, Rafael Duyos o Juan Ramón Jiménez, que colaboraba desde Puerto Rico. Dentro de generaciones posteriores de poetas se encuentran, ente otros, los nombres de Concha Zardoya, Juan Antonio Villacañas, Aquilino Duque, Pablo García Baena, Carlos Murciano, Manuel Alcántara, Luis Jiménez Martos, Joaquín Benito de Lucas y el de la citada María Victoria Atencia.
En 1961 publica su Poesía tipográfica en la colección "Cuadernos de María Cristina", dirigida por Ángel Caffarena. Un poco más tarde se hace cargo de la dirección de la nueva revista Caballo griego para la poesía, que él imprime en Málaga y edita en Madrid Margarita Smerdou Altolaguirre.
En 1964 decidió retirarse del mundo de la imprenta, pero la muerte de su hija le hizo reintegrarse de lleno al trabajo de toda su vida y editó en su homenaje "Cuaderno de Blancanieves". Han sido muy numerosos los homenajes que el bibliófilo recibió a lo largo de su vida. Escritores como Pedro Salinas, Vicente Núñez, Pablo García Baena y Vicente Aleixandre, entre otros, exaltaron en sus composiciones la calidad humana del editor.
Juvenal Soto ha dicho en el Diario Sur de Málaga:

Bernabé, además de humano, era una especie de ángel lento y bonachón que dedicó sus revuelos terrenales a pringar sus alas apenas visibles de la tinta destinada al que acaso sea el oficio más hermoso de cuantos haya podido imaginar el hombre: el de maestro impresor.

Su admirado Manuel Alcántara escribió:

Bernabé, fervor y luz, era un caballero templario de la lírica que trasladaba a su biblioteca, libro a libro en un cestillo, bebía pausados vinos montillanos y sabía, mejor que nadie, que el tiempo no es distancia, sino sentimiento.